# Jorge Galesiota
Jorge Galesiota (em grego: Γεώργιος Γαλησιώτης; romaniz.: Geórgios Galesiótes; ca. 1275/1280−1357) foi um alto oficial bizantino do Patriarcado de Constantinopla que estudou sob a tutela de Manuel Holóbolo. Ao tornar-se um oficial patriarcal, ele foi encarregado do sacélio da Igreja de cerca de 1330 até 1346. Galesiota também foi conhecido como autor de discursos e outros trabalhos.